# Лозовенька
Лозове́нька — село в Україні, у Балаклійському районі Харківської області. Населення становить 602 осіб. До 2020 орган місцевого самоврядування — Лозовеньківська сільська рада.

## Географія
Село Лозовенька знаходиться на річці Лозовенька, нижче за течією на відстані 2 км розташоване село Новоселівка.

## Історія
Дата першої згадки - 1772 рік. 
За даними на 1864 рік у казеному селі, центрі Лозовенківської волості Зміївського повіту, мешкало 2207 осіб (1086 чоловічої статі та 1121 — жіночої), налічувалось 498 дворових господарств, існувала православна церква.
Станом на 1914 рік кількість мешканців села зросла до 5610 осіб.
Село постраждало внаслідок геноциду українського народу, проведеного урядом СССР в 1932—1933 роках, кількість встановлених жертв в Лозовеньківці, Шопинці, Орлиноярському, Новопавлівці, комуні ім. Леніна, Новій Серпухівці, Михайлівці, Тушині, Садках, Запольному, Вольному, комуні Червоне Село — 123 людей.
12 червня 2020 року, відповідно до Розпорядження Кабінету Міністрів України  № 725-р «Про визначення адміністративних центрів та затвердження територій територіальних громад Харківської області», увійшло до складу Балаклійської міської територіальної громади.
19 липня 2020 року, в результаті адміністративно-територіальної реформи та ліквідації Балаклійського району, село увійшло до складу новоутвореного Ізюмського району.

## Економіка
- В селі є молочно-товарна і вівце-товарна ферми.
- «ЛАНИ УКРАЇНИ», сільськогосподарське ЗАТ.

## Також
- Перелік населених пунктів, що постраждали від Голодомору 1932-1933, Харківська область